# S/2003 J 4
S/2003 J 4 és un satèl·lit natural retrògrad irregular del planeta Júpiter. Fou descobert l'any 2003 per un equip de la Universitat de Hawaii liderat per Scott Sheppard.

## Característiques
S/2003 J 4 té un diàmetre d'uns 2 quilòmetres, i orbita Júpiter a una distància mitjana de 23,571 milions de km en 739,294 dies, a una inclinació de 147 º a l'eclíptica (149° a l'equador de Júpiter), en una direcció retrògrada i amb una excentricitat de 0,3931.
Podria pertànyer al grup de Pasífae, compost pels satèl·lits irregulars retrògrads de Júpiter en òrbites entre els 23 i 24 milions de km i en una inclinació entre el 144,5° i els 158,3° .

## Denominació
Com que la seva òrbita encara no ha estat determinada amb precisió, el satèl·lit conserva la seva designació provisional que indica que fou el quart satèl·lit descobert al voltant de Júpiter l'any 2003.